# 글래스-스티갈 법

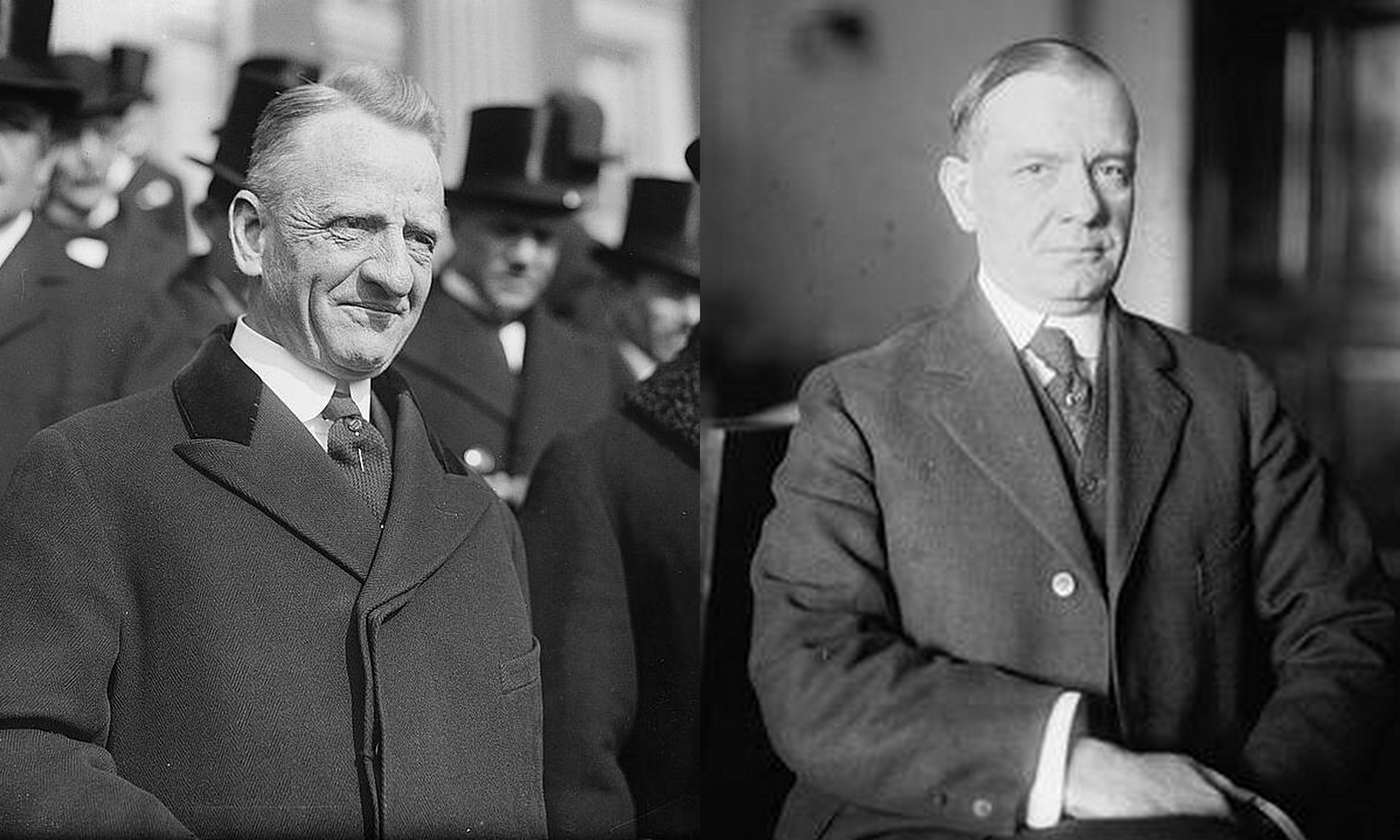
글래스-스티갈 법의 입안자인 카터 글래스와 헨리 B. 스티갈

글래스-스티갈 법(-法, 영어: Glass–Steagall legislation)은 미국의 1933년 은행법 중 4개 항목을 가리키는 것으로, 상업은행과 투자은행의 분리(은행업과 증권업의 분리)에 관한 내용을 담고 있다. 법안의 명칭은 법안의 발의인이자 지지자였던 미국 민주당 소속의 버지니아주 상원의원 카터 글래스(Carter Glass)와 앨러배마주 하원의원 헨리 B. 스티갈(Henry Bascom Steagall)에서 유래했다.
상업은행과 투자은행의 분리는 증권회사나 투자은행이 예금을 수취하는 것을 막고 있으며, 연방준비제도 소속 상업은행들이 다음과 같은 행위를 하는 것을 금하고 있다.
- 고객을 위해 비정부 주식의 취급
- 자신들 스스로 비투자등급 주식에 투자
- 비정부 주식의 인수나 유통
- 이와 같은 업무와 관련된 회사들과의 제휴(혹은 직원공유)

1960년대 초부터는 해당 법에 대한 해석으로 인해 상업은행, 특히 그 계열사가 수행할 수 있는 증권 업무가 확대되었으며 1999년 그램-리치-블라일리 법(Gramm–Leach–Bliley Act, GLBA)을 통해 은행과 증권회사 간의 제휴를 금지하는 두 조항이 폐지되었다.

## 같이 보기
- 아메리칸 인터내셔널 그룹
- 회사법
- 서브프라임 모기지 사태
- 체계적 위험